# Alt (zangstem)
Alt is een lage vrouwelijke zangstem in de muziek, en eveneens de tweede stem in de vierstemmige muzikale harmonieleer. Tevens wordt 'alt' gebruikt als aanduiding voor een zangeres met een altstem.
Het woord is ontleend aan Latijn altus, dat 'hoog' betekent: de altus cantus, de 'hoge zang', was oorspronkelijk de stem boven de basismelodie, die gezongen werd door de tenor. De Nederlandse vorm van het woord, alt, is vrij jong (1795) en is waarschijnlijk ontleend (via het Italiaans) aan de vrouwelijke vorm, vox alta 'hoge stem'.
De laagste altstemmen worden wel contralto genoemd. Deze stem is zeer zeldzaam en donker van kleur.
Er bestaan ook mannelijke alten. Deze worden altus, contratenor of countertenor genoemd. Deze zingen uitsluitend met falsetstem.
De typische altstem begint ongeveer bij F onder centraal c en gaat tot ongeveer een e boven de centrale c (F-e2 in Europese notatie). De goed geschoolde altstem kan echter een zeer groot bereik hebben, dat gaat van een centrale c (of lager) tot aan de hoge c (c3). De altstem wordt veel gebruikt in musicals, waar vaak om een grote stem met een dynamisch bereik wordt gevraagd.
sopraan‎ · 
mezzosopraan‎ ·
alt · 
contratenor · 
tenor‎ · 
bariton‎ · 
bas